# 八坂神社 (多古町)
八坂神社（やさかじんじゃ）は、千葉県香取郡多古町多古にある神社である。

## 由緒
旧多古宿の本町、新町、仲町の鎮守である。縁起書には、寛永年中（1624-1643年）に飯笹村から移したと記されている。社殿には、祭神の本地である牛頭天王像が厨子に収められている。
多古町内最大の祭りである「多古祇園祭」は当社の祭りであり、千葉県指定無形民俗文化財の「多古のしいかご舞」は、祇園祭の神事の1つである。
この神社は、街の中心とされており、参勤交代の行列もここから出発していた。

## 多古祇園祭

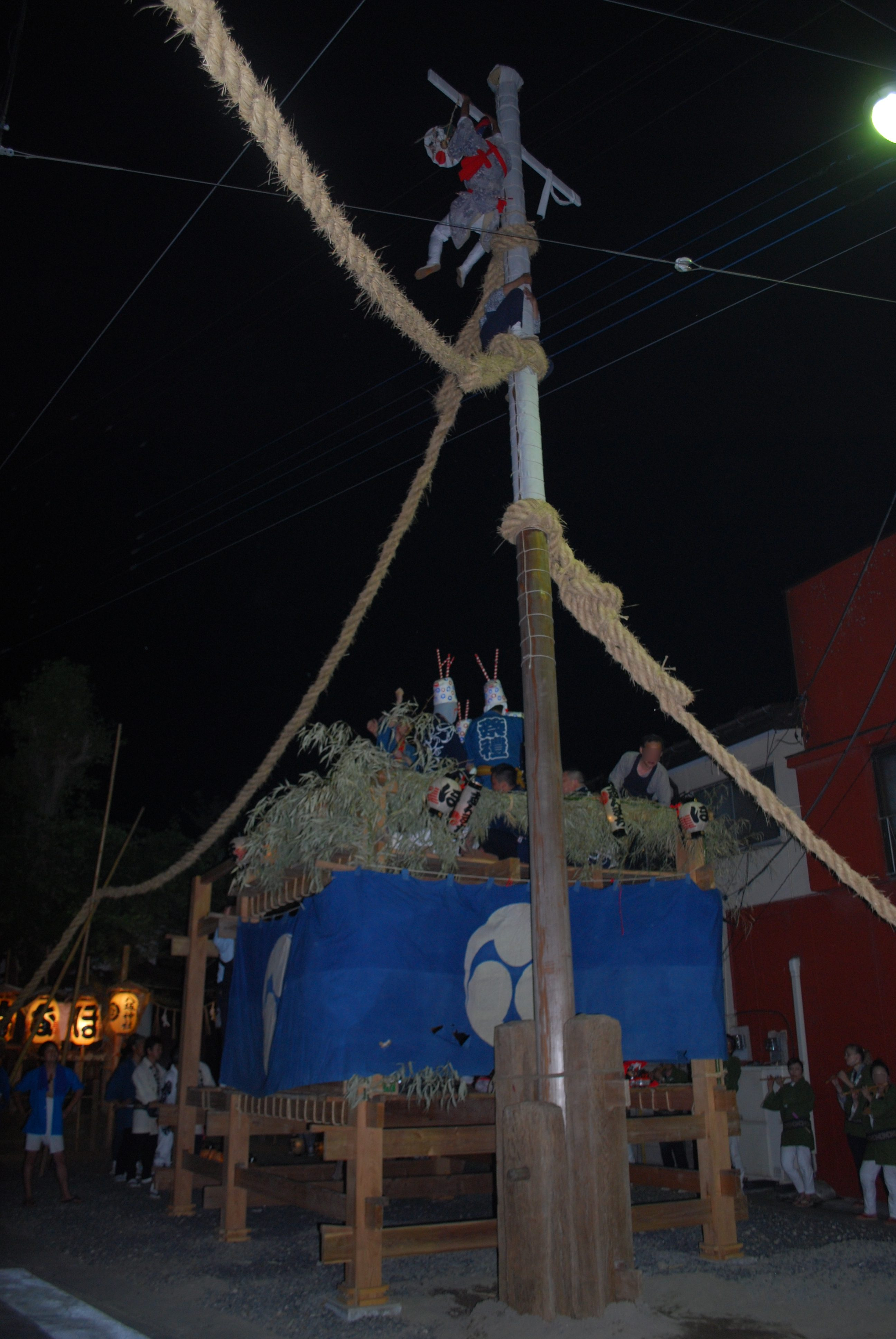
多古祇園祭のしいかご舞

多古祇園祭は、江戸時代から続く多古町の夏の風物詩である。
お囃子の音色と掛け声とともに山車が引き回され、山車の上では艶やかな舞が披露される。毎年、7月25-26日に開催され、26日には花火も打ち上げられ、祭りの終焉を彩る。

### 多古のしいかご舞
多古のしいかご舞は、祇園祭の際、高い柱の上で演じられる曲芸的な芸能である。豊作、無病息災、子孫繁栄などを願い、氏子若衆が猿、獅子、鹿、雨蛙に扮して踊る。

## アクセス
- 空港第2ビル駅から多古シャトルバス　多古町役場前下車　徒歩6分